# Zuilensteinse Berg
De Zuilensteinse Berg of Zuilensteinse Kop is een heuvel in de gemeente Utrechtse Heuvelrug in de Nederlandse provincie Utrecht. De heuvel ligt ten oosten van Leersum en ten noorden van Amerongen in het Zuilensteinse Bos en maakt deel uit van de stuwwal Utrechtse Heuvelrug. In het westen liggen de Geerenberg en de Donderberg, in het oosten de Vlakke Berg en in het zuidoosten liggen de Hazenberg en de Amerongse Berg.
De heuvel is ongeveer 52,2 meter hoog.
Op de Zuilensteinse kop werden in de prehistorie grafheuvels opgeworpen, maar de grafheuvels op de Zuilensteinse Kop liggen meer op de Geerenberg dan op de Zuilensteinse Kop.